# Alcea dissecta
Alcea dissecta är en malvaväxtart som först beskrevs av John Gilbert Baker, och fick sitt nu gällande namn av Zoh.. Alcea dissecta ingår i släktet stockrosor, och familjen malvaväxter. Inga underarter finns listade i Catalogue of Life.

## Bildgalleri

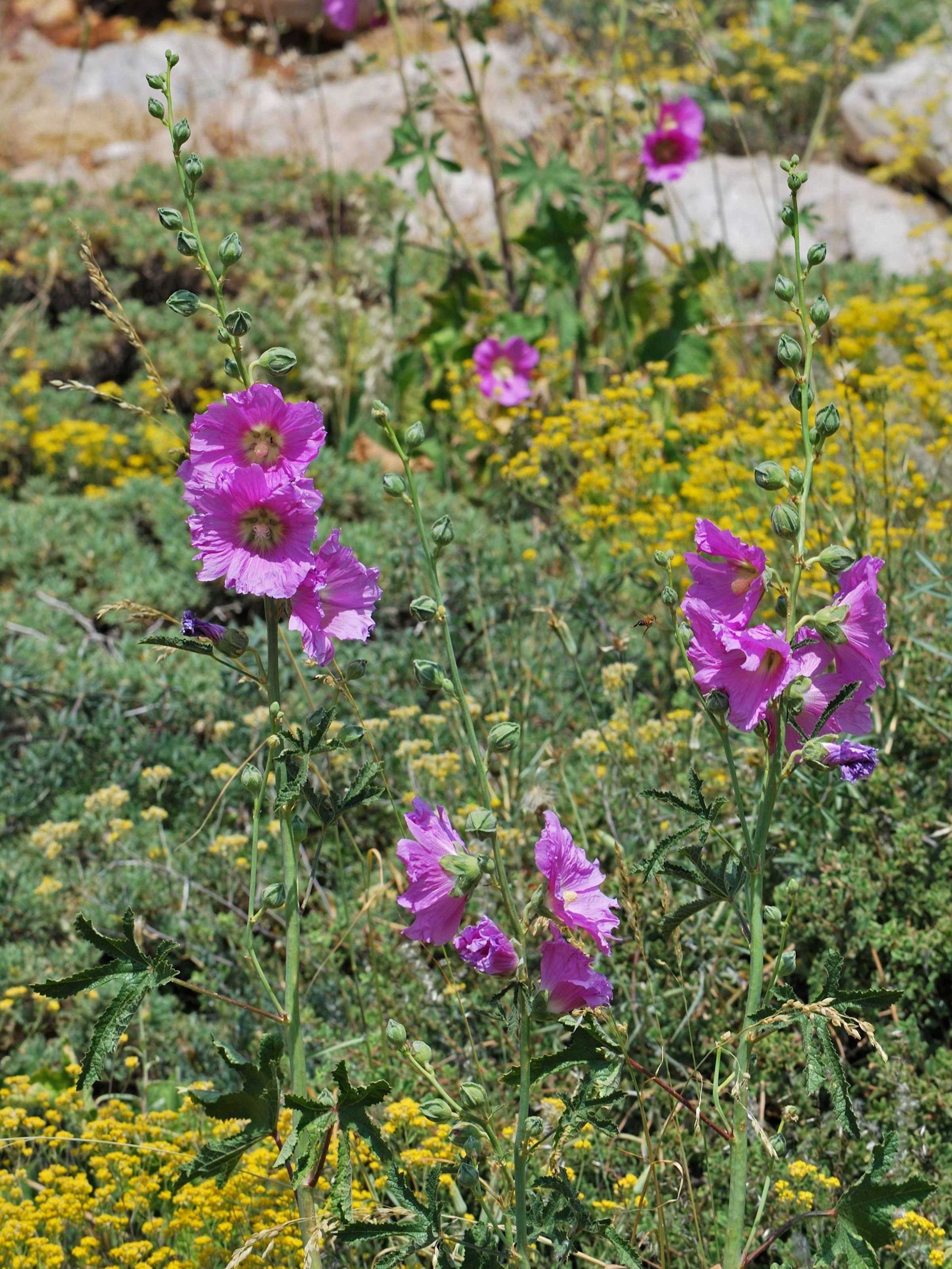